# Mears Ashby
Mears Ashby – wieś w Anglii, w hrabstwie Northamptonshire, w dystrykcie (unitary authority) North Northamptonshire. Leży 11 km na północny wschód od miasta Northampton i 98 km na północny zachód od Londynu. W 2001 miejscowość liczyła 442 mieszkańców.